# Play (flyselskab)
 For alternative betydninger, se Play. (Se også artikler, som begynder med Play)
Fly Play, stylet som PLAY, er et Islandsk flyselskab, med hovedkvarter i landets hovedstad, Reykjavik. Selskabet driver en flåde af Airbus A320neo fly, med Keflavík Lufthavn som deres hub. 

## Baggrund
Flyselskabet er stiftet af tidligere WOW-Air investorere.